# Akasahebpet
Akasahebpet är en ort i Indien.   Den ligger i distriktet Vishākhapatnam och delstaten Andhra Pradesh, i den sydöstra delen av landet, 1 400 km söder om huvudstaden New Delhi. Akasahebpet ligger 71 meter över havet och antalet invånare är 1 500.
Terrängen runt Akasahebpet är platt åt nordväst, men åt sydost är den kuperad. Runt Akasahebpet är det tätbefolkat, med 383 invånare per kvadratkilometer. Närmaste större samhälle är Tuni, 16,3 km söder om Akasahebpet. I omgivningarna runt Akasahebpet växer huvudsakligen savannskog.